# Aeroportul Santiago Vila
Aeroportul Santiago Vila (IATA: GIR, ICAO: SKGI) este un aeroport din Flandes⁠(d), Tolima⁠(d), Columbia ce deservește zona Girardot⁠(d). Aeroportul a fost tranzitat în 2021 de 858 de pasageri.
Situat la o altitudine de 152 m, aeroportul dispune de 1 pistă.

## Infrastructură

### Piste
Aeroportul dispune de o singură pistă. Pista are orientarea 01/19. 